# AAA Latin American Championship
O AAA Latin American Championship (em português, Campeonato Latino-Americano da AAA) é um campeonato criado e promovido pela promoção de luta livre profissional mexicana Lucha Libre AAA Worldwide. Conhecido oficialmente em espanhol como o Campeonato Latinoamericano de AAA. O primeiro campeão foi Dr. Wagner Jr. e o atual é El Hijo de Dr. Wagner Jr..

## História
Em 18 de maio de 2011, durante a invasão dos combatentes do Total Wrestling Action Wrestling (TNA) para Asistencia Asesoría y Administración (AAA), Dorian Roldán e Jeff Jarrett anunciaram que o lutador americano Rob Van Dam viria ao México em 18 de junho de 2011 para enfrentar Dr. Wagner Jr. para o Campeonato Latino-Americano AAA. Durante a TripleManía XIX, Wagner derrotou Rob Van Dam após aplicar um DDT em uma cadeira de aço, tornando-se o primeiro campeão.
Em 23 de maio de 2013, através do LuchaLibreAAA.com, Dorian Roldán, gerente geral da AAA Evolution, anunciou que o campeonato estava vago. No anúncio oficial feito pela promoção, os detalhes do motivo da decisão não foram divulgados, mas no final de abril de 2013, L.A. Park, então campeão do título, deixou a AAA e se juntou à promoção El Todo X El Todo do El Hijo del Santo. Dorian Roldan também anunciou que Blue Demon Jr. e El Mesías disputariam o cinturão para coroar um novo campeão.
Finalmente, em 16 de junho de 2013 em Triplemanía XXI, Blue Demon Jr. derrotou El Mesías, tornando-se o terceiro lutador a levar o campeonato. Depois de concluir a luta entre Blue Demon, Jr. e El Mesías, L.A. Park apareceu para entregar o cinturão ao novo campeão, anunciando, por sua vez, sua saída da empresa.

## Reinados
| #           | Ordem de reinados na história                    |
| Reinado     | O número de reinados de cada lutador             |
| Localização | A cidade em que o título foi conquistado         |
| Evento      | O evento em que o título foi conquistado.        |
| —           | Usados para o tempo em que o título estava vago. |
| +           | Indica o reinado atual.                          |

| Nº | Lutador                   | Reinado | Data                   | Dias com o título | Local                                  | Evento                      | Notas | Ref.  |
| -- | ------------------------- | ------- | ---------------------- | ----------------- | -------------------------------------- | --------------------------- | --- | ----- |
| 1  | Dr. Wagner Jr.            | 1       | 18 de junho de 2011    | 181               | Cidade do México                       | Triplemanía XIX             | Derrotou Rob Van Dam para se tornar no campeão inaugural. |       |
| 2  | L.A. Park                 | 1       | 16 de dezembro de 2011 | 524               | Puebla, Puebla                         | Guerra de Titanes (2011)    | |       |
| —  | Vago                      | —       | 23 de maio de 2013     | —                 | —                                      | N/A                         | O título foi desocupado depois que L.A. Park deixou a AAA. |       |
| 3  | Blue Demon Jr.            | 1       | 16 de junho de 2013    | 271               | Cidade do México                       | Triplemanía XXI             | Derrotou El Mesías para ganhar o título vago. |       |
| —  | Vago                      | —       | 16 de março de 2014    | —                 | Monterrey, Nuevo León                  | Rey de Reyes (2014)         | O título foi desocupado quando Blue Demon Jr. não pôde participar de uma defesa de título programada.                                                                                       |       |
| 4  | Chessman                  | 1       | 16 de março de 2014    | 533               | Monterrey, Nuevo León                  | Rey de Reyes (2014)         | Derrotou Villano IV para ganhar o título vago. |       |
| 5  | Psycho Clown              | 1       | 31 de agosto de 2015   | 307               | Tehuacán, Puebla                       | AAA Sin Limite              | |       |
| 6  | Pentagón Jr.              | 1       | 3 de julho de 2016     | 56                | Ecatepec, Mexico                       | AAA Sin Limite              | |       |
| 7  | Johnny Mundo              | 1       | 28 de agosto de 2016   | 399               | Cidade do México                       | Triplemanía XXIV            | |       |
| 8  | El Hijo del Fantasma      | 1       | 1 de outubro de 2017   | 427               | San Luis Potosí, San Luis Potosí       | Héroes Inmortales XI        | |       |
| 9  | Drago                     | 1       | 2 de dezembro de 2018  | 321               | Aguascalientes, Aguascalientes         | Guerra de Titanes II (2018) | |       |
| 10 | Daga                      | 1       | 19 de outubro de 2019  | 553               | Orizaba, Veracruz                      | Héroes Inmortales XIII      | |       |
| —  | Vago                      | —       | 24 de abril de 2021    | —                 | —                                      | N/A                         | Porque Daga renunciou ao título por motivos alheios ao seu controlo. |       |
| 11 | Taurus                    | 1       | 1 de maio de 2021      | 413               | Cholula, Puebla                        | Rey de Reyes                | Derrotou Octagón Jr., Faby Apache e Villano III Jr. para ganhar o título vago. |       |
| 12 | Fénix                     | 1       | 18 de junho de 2022    | 393               | Tijuana, Baja California               | Triplemanía XXX: Tijuana    | Derrotou Bandido, El Hijo del Vikingo, Laredo Kid e Taurus num Winner Takes All match, onde também esteve em jogo o Kid's AAA World Cruiserweight Championship, unificando os dois títulos. |       |
| —  | Vago                      | —       | 17 de julho de 2023    | —                 | —                                      | N/A                         | Fénix abandonou o campeonato e deixou a AAA devido aos seus compromissos com outras promoções.                                                                                              |       |
| 13 | QT Marshall               | 1       | 12 de agosto de 2023   | 99                | Cidade do México                       | Triplemanía XXXI            | Derrotou Dralístico, El Texano Jr. e Pentagón Jr. para ganhar o título vago. |       |
| 14 | Octagón Jr.               | 1       | 19 de novembro de 2023 | 357               | Ciudad Juárez, Chihuahua               | Guerra de Titanes           | |       |
| 15 | El Mesías                 | 1       | 10 de novembro de 2024 | 279               | Ciudad Juárez, Chihuahua               | Guerra de Titanes           | |       |
| 16 | El Hijo de Dr. Wagner Jr. | 1       | 16 de agosto de 2025   | 1+                | Azcapotzalco, Cidade do México, México | Triplemanía XXXIII          | | [ 5 ] |